# Campionati del mondo di atletica leggera indoor 2024 - Getto del peso maschile
La gara del getto del peso maschile dei campionati del mondo di atletica leggera indoor 2024 si è svolta il 1 marzo.

## Podio
| Pos.    | Atleta          | Nazionalità   | Tempo   |
| ------- | --------------- | ------------- | ------- |
| Oro     | Ryan Crouser    | Stati Uniti   | 22,77 m |
| Argento | Tom Walsh       | Nuova Zelanda | 22,07 m |
| Bronzo  | Leonardo Fabbri | Italia        | 21,96 m |

## Situazione pre-gara

### Record
Prima di questa competizione, il record del mondo indoor e il record dei campionati erano i seguenti.
| Record                | Prestazione | Atleta                   | Data e luogo                            | Competizione                     |
| --------------------- | ----------- | ------------------------ | --------------------------------------- | -------------------------------- |
| Record mondiale       | 23,56 m(o)  | Ryan Crouser Stati Uniti | 27 maggio 2023 Los Angeles, Stati Uniti | USATF Los Angeles Grand Prix     |
| Record dei campionati | 22,53 m     | Darlan Romani Brasile    | 19 marzo 2022 Belgrado, Serbia          | Campionati del mondo indoor 2022 |

### Campioni in carica
I campioni in carica a livello mondiale erano:
| Campione        | Atleta                   | Prestazione | Data e luogo                      | Competizione                     |
| --------------- | ------------------------ | ----------- | --------------------------------- | -------------------------------- |
| Olimpico        | Ryan Crouser Stati Uniti | 23,30 m(o)  | 5 agosto 2021 Tokyo, Giappone     | Giochi della XXXII Olimpiade     |
| Mondiale        | Ryan Crouser Stati Uniti | 23,51 m(o)  | 19 agosto 2023 Budapest, Ungheria | Campionati del mondo 2023        |
| Mondiale indoor | Darlan Romani Brasile    | 22,53 m     | 19 marzo 2022 Belgrado, Serbia    | Campionati del mondo indoor 2022 |

### La stagione
Prima di questa gara, gli atleti con le migliori tre prestazioni dell'anno erano:
| Pos. | Atleta                   | Prestazione | Data e luogo                              |
| ---- | ------------------------ | ----------- | ----------------------------------------- |
| 1    | Ryan Crouser Stati Uniti | 22,80 m     | 17 febbraio 2024 Albuquerque, Stati Uniti |
| 2    | Leonardo Fabbri Italia   | 22,37 m     | 10 febbraio 2024 Lievin, Francia          |
| 3    | Tom Walsh Nuova Zelanda  | 22,16 m     | 10 febbraio 2024 Lievin, Francia          |

## Risultati

### Finale
La finale diretta si è tenuta il 19 marzo alle ore 20:19.
| Pos     | Atleta                | Nazionalità          | 1ª prova | 2ª prova | 3ª prova | 4ª prova | 5ª prova | 6ª prova | Risultato | Note                                     |
| ------- | --------------------- | -------------------- | -------- | -------- | -------- | -------- | -------- | -------- | --------- | ---------------------------------------- |
| Oro     | Ryan Crouser          | Stati Uniti          | 22,36 m  | x        | 22,00 m  | 22,51 m  | 22,77 m  | 22,69 m  | 22,77 m   | Record dei campionati                    |
| Argento | Tom Walsh             | Nuova Zelanda        | 22,07 m  | 21,65 m  | 21,06 m  | 22,03 m  | 21,92 m  | 21,51 m  | 22,07 m   |                                          |
| Bronzo  | Leonardo Fabbri       | Italia               | 21,96 m  | x        | 20,58 m  | 21,82 m  | x        | x        | 21,96 m   |                                          |
| 4       | Zane Weir             | Italia               | x        | 20,80 m  | 21,31 m  | 21,85 m  | x        | 21,13 m  | 21,85 m   | Miglior prestazione personale stagionale |
| 5       | Jacko Gill            | Nuova Zelanda        | 20,76 m  | 21,18 m  | 20,82 m  | 21,69 m  | 21,49 m  | 21,13 m  | 21,69 m   | Miglior prestazione personale stagionale |
| 6       | Chukwuebuka Enekwechi | Nigeria              | x        | 21,28 m  | 21,21 m  | 21,60 m  | 21,32 m  | x        | 21,60 m   |                                          |
| 7       | Darlan Romani         | Brasile              | x        | 21,11 m  | 20,67 m  | 20,04 m  | 20,83 m  | x        | 21,11 m   | Miglior prestazione personale stagionale |
| 8       | Filip Mihaljević      | Croazia              | 20,28 m  | 20,73 m  | x        | 20,56 m  | x        | x        | 20,73 m   |                                          |
| 9       | Mesud Pezer           | Bosnia ed Erzegovina | 19,78 m  | 20,41 m  | x        |          |          |          | 20,41 m   |                                          |
| 10      | Scott Lincoln         | Gran Bretagna        | 20,23 m  | 20,23 m  | 20,36 m  |          |          |          | 20,36 m   |                                          |
| 11      | Tomáš Staněk          | Rep. Ceca            | x        | 20,15    | 20,31 m  |          |          |          | 20,31 m   |                                          |
| 12      | Bob Bertemes          | Lussemburgo          | 19,74 m  | 20,30 m  | x        |          |          |          | 20,30 m   |                                          |
| 13      | Roger Steen           | Stati Uniti          | x        | 19,97 m  | x        |          |          |          | 19,97 m   |                                          |
| 14      | Mostafa Amr Hassan    | Egitto               | x        | 19,75 m  | 19,88 m  |          |          |          | 19,88 m   |                                          |
| 15      | Uziel Muñoz           | Messico              | 19,04 m  | 19,28 m  | x        |          |          |          | 19,28 m   | Miglior prestazione personale stagionale |
| -       | Rajindra Campbell     | Giamaica             | x        | x        | x        |          |          |          | nm        |                                          |